# A Nagy Ő
A Nagy Ő (The Bachelor) egy licencszerződésen alapuló párkereső valóságshow, melyet Magyarországon a TV2 sugároz. A műsor magyar verziója követte az eredeti amerikai valóságshowban alkalmazott szabályrendszert.

## Története

### 1. évad
Az első évad 2003. szeptember 9-én kezdődött a TV2-ön, amelyben Noszály Sándor keresett magának menyasszonyt. Noszály Sándor végül Melindát választotta. A műsorvezető Szarvas László volt.

### 2. évad
A második évad 2004. március 9-én kezdődött a TV2-ön. A Nagy Ő Molnár Anikó volt. Anikó végül Vilit választotta. A műsorvezető maradt Szarvas László.

### 3. évad
A műsor harmadik évada 2004. szeptember 28-án vette kezdetét. A Nagy Ő Gyursánszky Gábor volt. Gábor végül Nikit választotta. A műsorvezető változatlanul Szarvas László volt.

### 4. évad
A TV2 2021. március 25-én bejelentette, hogy a műsor negyedik évadát műsorra tűzik. Az évadot Budapesttől 40 km-re, a Gerecse hegység lábánál, a Fejér megyei Óbarok községhez tartozó Nagyegyházán egy 23,5 hektáros luxusbirtokon forgatták. A két lakószintes, számos extrával felszerelt villa területe 1440 négyzetméteres volt, de a birtokon két halastó (a nagyobbik közepén egy szigettel), taverna borospincével és terasszal, teniszpálya és focipálya is található.
A Nagy Ő Tóth Dávid, a műsorvezetője Stohl András volt. A 4. évad december 5-én indult. Tóth Dávid Laurát választotta.

### 5. évad
2022. május 25-én a TV2 bejelentette, hogy műsorra tűzik a műsor ötödik évadát. A Nagy Ő Árpa Attila volt. Az évad műsorvezetője Lékai-Kiss Ramóna volt. Az évad 2022. november 14-én indult. Árpa Attila Timit választotta.

### 6. évad
2023. január 5-én Fischer Gábor bejelentette, hogy műsorra tűzik a műsor hatodik évadát. Az évad 2023. október 9-én került képernyőre. A Nagy Ő Jákob Zoltán, az évad műsorvezetője Lékai-Kiss Ramóna volt. Jákob Zoltán Bettit választotta.

## A műsor menete
A műsorban egy ismert ember keres magának párt. Az első évadban 18, a második és a harmadik évadban 25, a negyedik évadban 21, az ötödik évadban 19 ember küzd meg a Nagy Ő-ért. A Nagy Ő elviszi Magyarország különböző pontjaira randira a versenyzőket. Minden héten van egy kiválasztás, ahol a Nagy Ő rózsákkal választja ki, hogy ki küzdjön meg tovább a kegyeiért.

## Évadok
| Évad | Évad | Részek száma | Sugárzás             | Sugárzás           | Nagy Ő            | Győztes | Együtt maradtak? | Műsorvezető       | Adó |
| Évad | Évad | Részek száma | Évadbemutató         | Évadzáró           | Nagy Ő            | Győztes | Együtt maradtak? | Műsorvezető       | Adó |
| ---- | ---- | ------------ | -------------------- | ------------------ | ----------------- | ------- | ---------------- | ----------------- | --- |
|      | 1.   | 12           | 2003. szeptember 9.  | 2003. november 25. | Noszály Sándor    | Melinda | Nem              | Szarvas László    |     |
|      | 2.   | 12           | 2004. március 9.     | 2004. május 25.    | Molnár Anikó      | Vili    | Nem              | Szarvas László    |     |
|      | 3.   | 8            | 2004. szeptember 21. | 2004. november 9.  | Gyursánszky Gábor | Niki    | Nem              | Szarvas László    |     |
|      | 4.   | 11           | 2021. december 5.    | 2021. december 17. | Tóth Dávid        | Laura   | Nem              | Stohl András      |     |
|      | 5.   | 15           | 2022. november 14.   | 2022. december 5.  | Árpa Attila       | Timi    | Nem              | Lékai-Kiss Ramóna |     |
|      | 6.   | 17           | 2023. október 9.     | 2023. november 5.  | Jákob Zoltán      | Betti   | Nem              | Lékai-Kiss Ramóna |     |
|      | 7.   |              | 2025. ősz            |                    | Stohl András      |         |                  | Lékai-Kiss Ramóna |     |